# Kotowka (Nowomoskowsk)
Kotowka (ukrainisch Котовка; russisch Котовка) ist ein Dorf im Norden der ukrainischen Oblast Dnipropetrowsk mit etwa 2600 Einwohnern (2004).

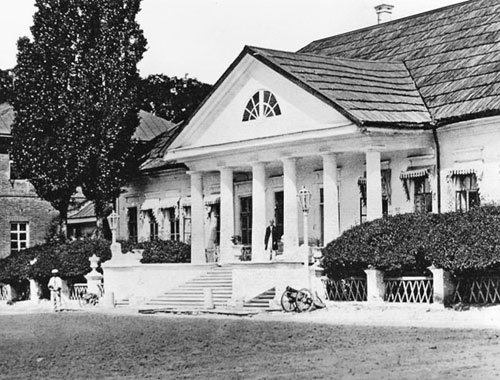
Gutshof im Ort (1870–1914)

Die erste schriftliche Erwähnung des Dorfes stammt aus dem Jahr 1770.
Kotowka liegt im Norden des Rajon Nowomoskowsk nahe der Grenze zur Oblast Poltawa und der Oblast Charkiw am Ufer des Dnepr-Donbas-Kanals, der hier parallel zum Flusslauf des nördlich fließenden Oril verläuft. Durch die Ortschaft verlaufen die Territorialstraße T–04–10 und T–04–12. Das Dorf liegt 27 km nördlich vom ehemaligen Rajonzentrum Mahdalyniwka und 83 km nördlich vom Oblastzentrum Dnipro.
Am 12. Juni 2020 wurde das Dorf ein Teil der neugegründeten Siedlungsgemeinde Mahdalyniwka, bis dahin bildete es zusammen mit dem Dorf Stepaniwka (Степанівка) die gleichnamige Landratsgemeinde Kotowka (Котовська сільська рада/Kotowska silska rada) im Norden des Rajons Mahdalyniwka.
Am 17. Juli 2020 kam es im Zuge einer großen Rajonsreform zum Anschluss des Rajonsgebietes an den Rajon Nowomoskowsk.

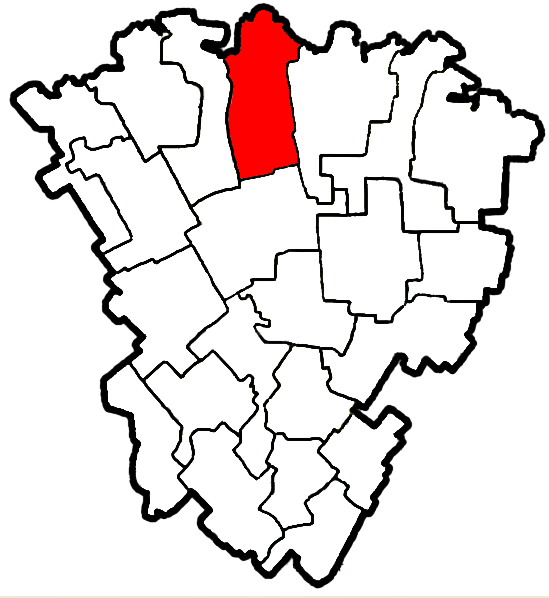
Gemeindegebiet innerhalb des Rajon Mahdalyniwka